# Lampang
Lampang nebo Nakhon Lampang (thajsky นครลำปาง) je město v Thajsku, které je správním centrem stejnojmenné provincie. Nachází se v hornaté severní části země 600 km od Bangkoku a protéká jím řeka Wang. Žije v něm okolo 55 000 obyvatel.
Město je významným dopravním uzlem s vlastním letištěm. V okolí se pěstuje rýže, ananasy, bavlna a cukrová třtina. Těží se týkové dřevo a kaolin, díky němuž je oblast okolo Lampangu střediskem thajské výroby keramiky. Město má také velkou tepelnou elektrárnu provozovanou státní firmou EGAT, využívající místní bohatá ložiska lignitu.
Město patřilo do roku 1775 domorodému království Lan Na. Významnými památkami jsou buddhistické kláštery Wat Phra That Lampang Luang a Wat Phra Kaeo Don Tao, ke koloritu města patří množství koňských povozů. Nedaleko Lampangu se nachází národní park Chae Son a středisko pro výcvik slonů. Klima je méně deštivé než v jiných částech Thajska, zimní teploty mohou klesnout pod 10 °C a letní dosahují až 40 °C.